# Coavaluació
La coavaluació és una tècnica d'aprenentatge col·laborativa en què l'alumne avalua el treball dels seus companys mentre que els companys avaluen el seu treball. Normalment emprada com una eina d'aprenentatge, la coavaluació dona als estudiants una noció de la qualitat del seu treball, amb freqüència acompanyada d'idees i estratègies per a la millora. Així mateix, l'avaluació del treball dels companys sovint comporta l'enriquiment del propi aprenentatge i la confiança de qui desenvolupa l'avaluació. Involucrar els companys contribueix a personalitzar l'experiència formativa i motiva en gran manera l'aprenentatge continuat.
Quant al procés de qualificació, la coavaluació proporciona al professor informació molt interessant pel que fa al rendiment de l'alumne. Especialment en classes en línia dirigides a un públic massa ample, aquesta tècnica facilita la incorporació d'un procés d'avaluació guiada per part dels participants més eficient que els processos automatitzats o una avaluació escassa per part d'una plantilla docent insuficient.
Les tècniques per a dur a terme la coavaluació varien considerablement i depenen de la situació i el context formatiu. Per tal de donar una realimentació adequada i fiable als companys que estan sent avaluats, s'ha de proporcionar a l'alumne unes pautes clares i unívoques, criteris i regles de puntuació i qualificació, així com practicar amb exemples. Abans de considerar els alumnes aptes per avaluar la resta, les seues avaluacions de prova s'han de comparar amb les del professor sobre els mateixos exemples, per tal d'assegurar-ne la idoneïtat.